# Handball Club Rovereto
L'Handball Club Rovereto fu una società di pallamano della città di Rovereto e fu fondata nel 1968.
Ha cessato le attività nel 2006; a tale data ha vinto 4 campionati nazionali e 4 Coppe Italia.

## Storia
La pallamano nasce a Rovereto nel 1968 con la nascita dell'Handball Club Rovereto. È la terza società più titolata d'Italia, avendo vinto quattro scudetti (1974, 1975, 1978, 1980) con il nome di Volani Rovereto. Tra il 1980 e il 1990 si susseguono una serie di prestazioni onorevoli ma mai di vertice sempre nel massimo campionato di Serie A1, anche per la mancanza di sponsor. Nel campionato 1990-91 retrocede in A2, cessando poi l'attività agonistica nel 2006.

## Palmarès

La rosa del Volani Rovereto per la stagione 1979-80, in cui vinse per la quarta e ultima volta scudetto e Coppa Italia

- Campionato italiano di pallamano maschile: 4
1973-74, 1974-75, 1977-78, 1979-80.
- Coppa Italia (pallamano maschile): 4
1974-75, 1975-76, 1976-77, 1979-80.

## Squadre storiche
Formazione campione d'Italia 1973-74 Angeli,  Bellini,  Bellotto,  Berti,  Bonfandini,  Civettini,  Gerola,  Loss,  Malesani,  Maragoni,  Poli,  Settin,  Sottoriva,  Todeschi, Girardi ,  Vecchio. Allenatore:  Pietro Vukicevic.
Formazione campione d'Italia 1974-75 Angeli,  Bellini,  Bellotto,  Berti,  Bonfandini,  Gerola,  Loss,  Malesani,  Girardi,  Poli,  Settin,  Sottoriva,  Todeschi,  Vecchio. Allenatore:  Pietro Vukicevic.
Formazione campione d'Italia 1977-78 Angeli,  Balic,  Bellini,  Belotto,  Berti,  Bonfandini,  Cinagli,  Girardi,  Farinati,  Grandi,  Loss,  A. Manzoni,  Malesani,  Normani,  Todeschi,  Vecchio. Allenatore:  Pietro Vukicevic.
Formazione campione d'Italia 1979-80 Angeli,  Azzolini,  Balic,  Bellini,  Bellotto,  Creazzo,  Farinati,  Gasperini,  Grandi,  Loss,  Malesani,  Manzoni A.,  Girardi,  Normani,  Settin,  Todeschi,  Vecchio. Allenatore:  Paolo Manzoni.